# Nicotiana alata
Nicotiana alata Link & Otto, 1830, il tabacco ornamentale, è una pianta erbacea della famiglia delle Solanacee, originaria del Sud America.

## Usi

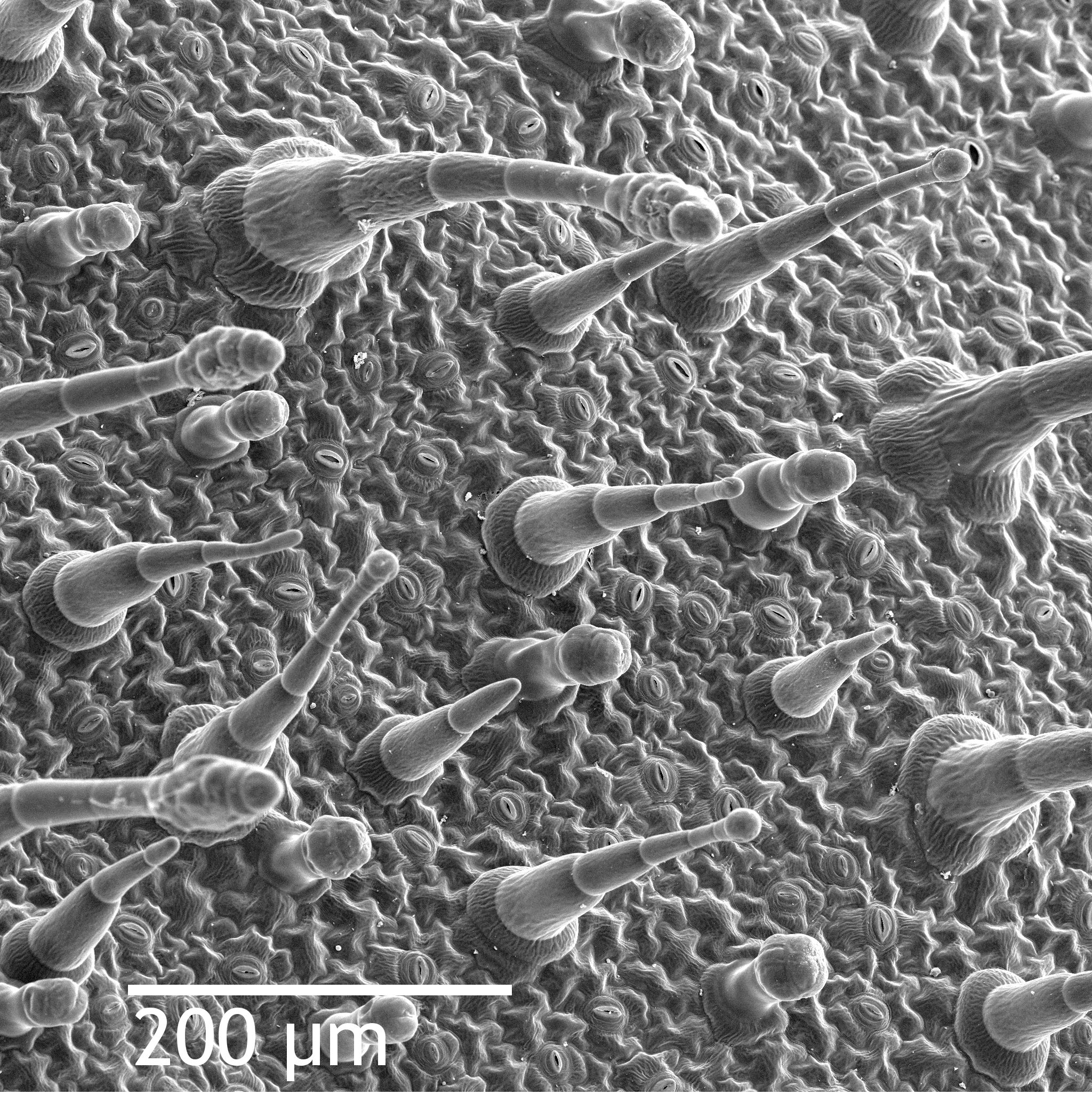
Superficie superiore della foglia al microscopio

È una pianta  principalmente coltivata come pianta ornamentale; se ne conoscono numerose cultivar e ibridi.
In Iran, viene coltivata per produrre il tabacco usato nei narghilè.